# Lil Dagover
Lil Dagover (Madiun, Jáva, Holland-India, 1887. szeptember 30. – München, 1980. január 24.) német színésznő.

## Életpályája
1903-ban került Németországba, ahol Baden-Badenben és Weimarban nevelkedett. 1919-től filmezett. Berlinben, majd 1926–27-ben Stockholmban, 1928–29-ben Párizsban, 1932-ben Hollywoodban szerepelt. 1933–1944 között 23 német filmben szerepelt.
Kellemes orgánuma, dekoratív megjelenése az 1920-as évek ideális hősnőjévé emelte. Pályája második szakaszában jó jellemábrázolóvá érett.

## Magánélete
1917–1919 között Fritz Daghofer (1872–1936) német színész volt a férje. 1926–1972 között Georg Witt (1899–1972) filmproducer volt a párja. Radványi Géza anyósa volt.

## Filmjei
- A pókok I–II. (1919–1920)
- Harakiri (1919)
- Dr. Caligari (1920)
- Az éjféli vándor (1921)
- Fantom (1922)
- Doktor Mabuse, a játékos (1922)
- Tartuffe (1925)
- Schellenberg testvérek (Die Brüder Schellenberg) (1926)
- Csak egy táncosnő (Bara en danserska) (1926)
- Hans angol felesége (Hans engelska fru) (1927)
- Magyar rapszódia (Ungarische Rhapsodie) (1928)
- A titkos futár (Der geheime Kurier) (1928)
- Monte Cristo (1928–1929)
- A fehér ördög (Der weiße Teufel) (1930)
- Táncol a kongresszus (Der Kongreß tanzt) (1931)
- Redl ezredes ügye (Der Fall des Generalstabs-Oberst Redl) (1931)
- A Monte Carló-i asszony (The Woman from Monte Carlo) (1932)
- Thea Roland kalandjai (Das Abenteuer der Thea Roland) (1932)
- A chicagói szökevény (Der Flüchtling aus Chicago) (1934)
- Lady Windermere legyezője (Lady Windermeres Fächer) (1935)
- A magasabb parancs (Der höhere Befehl) (1935)
- A szépségtapasz (Das Schönheitsfleckchen) (1936)
- Fridericus (1937)
- Veszekedés Jo miatt (Streit um den Knaben Jo) (1937)
- Kreutzer-szonáta (Die Kreutzersonate) (1937)
- Maja két házasság között (Maja zwischen zwei Ehen) (1938)
- A forradalmár (1940)
- Bismarck (1940)
- Bécs, 1910 (Wien 1910) (1943)
- Zene Salzburgban (Musik in Salzburg) (1944)
- Az ember nem játszik a szerelemmel (Man spielt nicht mit der Liebe) (1949)
- Eljön a nap (Es kommt ein Tag) (1950)
- Királyi fenség (Königliche Hoheit) (1953)
- Hubertus-kastély (Schloß Hubertus) (1954)
- Értük éltem (1955)
- Rudolf trónörökös utolsó szerelme (1956)
- Egy szélhámos vallomásai (1957)
- A Buddenbrook ház (Buddenbrooks) I.-II. (1959)
- A furcsa grófnő (Die seltsame Gräfin) (1961)
- Hotel Royal (1969)
- Kolibri (1971)
- Gyalogjáró (1973)
- Tetthely – Wodka Bitter-Lemon című epizód (1975)
- A bíró és a hóhér (1975)
- Mesél a Bécsi erdő (1979)

## Díjai
- az Állam Színésze-díj (1937)
- a Német Filmdíj Ezüst-díja (1954) Királyi fenség
- a Német Filmdíj Tiszteletbeli díja (1962)
- Bambi-díj (1964)